# Talent Team Papendal Arnhem 2017-2018 (maschile)
Questa voce raccoglie le informazioni riguardanti il Talent Team Papendal Arnhem nelle competizioni ufficiali della stagione 2017-2018.

## Organigramma societario
Area direttiva
- Presidente: ?

Area tecnica
- Allenatore: Claudio Gewehr

## Rosa
| N° | Nome                | Ruolo | Data di nascita   | Nazionalità sportiva |
| -- | ------------------- | ----- | ----------------- | -------------------- |
| 1  | Noah van Dam        | P     | 9 giugno 1999     | Paesi Bassi          |
| 2  | Nimo Benne          | S     | 2000              | Paesi Bassi          |
| 3  | Jordi van Andel     | L     | 10 luglio 1999    | Paesi Bassi          |
| 4  | Cas Abraham         | S     | 17 maggio 1999    | Paesi Bassi          |
| 5  | Luuc Van der Ent    | C     | 1998              | Paesi Bassi          |
| 6  | Luuk Hofhuis        | C     | 2001              | Paesi Bassi          |
| 7  | Martijn Brilhuis    | S     | 2001              | Paesi Bassi          |
| 8  | Markus Held         | P     | 19 agosto 2000    | Paesi Bassi          |
| 9  | Bennie Tuinstra     | S     | 13 settembre 2000 | Paesi Bassi          |
| 11 | Daan Streutker      | O     | 1999              | Paesi Bassi          |
| 12 | Sjors Tijhuis       | C     | 31 dicembre 2000  | Paesi Bassi          |
| 13 | Jesper van Muijden  | C     | 13 febbraio 2001  | Paesi Bassi          |
| 14 | Max van der Weerden | S     | 1999              | Paesi Bassi          |